# Phaeomolis bertrandi
Phaeomolis bertrandi är en fjärilsart som beskrevs av De Toulgoët 1982. Phaeomolis bertrandi ingår i släktet Phaeomolis och familjen björnspinnare. Inga underarter finns listade i Catalogue of Life.